# Hildegard-von-Bingen-Gymnasium Twistringen
Das Hildegard-von-Bingen-Gymnasium Twistringen liegt im Landkreis Diepholz, Niedersachsen, und ist als staatlich anerkanntes Gymnasium in freier Trägerschaft das erste niedersächsische Konkordatsgymnasium mit gymnasialer Oberstufe. Es wurde 2004 unter dem Namen Gymnasium Twistringen gegründet und steht seit 2010 unter der Trägerschaft der Schulstiftung des Bistums Osnabrück. Nach der Fertigstellung des Gebäudes für die Sekundarstufe I im Jahr 2007 wurde es 2011 um das Gebäude für die Sekundarstufe II und eine Sporthalle erweitert und in Hildegard-von-Bingen-Gymnasium Twistringen umbenannt.
Das Schulgelände umfasst 51.455 m². 2012 fanden die ersten Abiturprüfungen statt. Insgesamt werden hier etwa 760 Schüler von etwa 70 Lehrkräften unterrichtet. Die Schule ist in der Sekundarstufe I dreizügig, ab der Klasse 11 dann vierzügig. Einen festgelegten Einzugsbereich hat die Schule nicht, die Schüler kommen aus den umliegenden Gemeinden.

## Gründung der Schule
Im Mai 2004 nahm eine Planungsgruppe die Arbeit auf, um die Anmeldung und Einschulung des ersten Jahrganges des Gymnasiums vorzubereiten. Grund für die Errichtung der neuen Schule war, dass Gymnasiasten aus Twistringen bisher einen weiten Schulweg auf sich nehmen mussten, zudem waren die umliegenden Gymnasien in Vechta und Syke aufgrund der Auflösung der Orientierungsstufe im Jahr 2004 überfüllt.
Träger des neuen Gymnasiums war zunächst die Stadt Twistringen. Zu diesem Zeitpunkt war jedoch bereits geplant, die Schule in eine Stiftungsschule umzuwandeln. Im August 2004 wurde das Gymnasium Twistringen mit über 200 Gästen und 75 Schülerinnen und Schülern in der Aula des Schulzentrums eröffnet, wo die neue Bildungsstätte zunächst untergebracht wurde. Es ist das 248. Gymnasium in Niedersachsen.
Im September 2004 löste der Schulentwicklungsausschuss die Planungsgruppe ab, Martin Lütjen wurde kommissarischer Schulleiter. Im Juni 2007 wurde er endgültig zum Schulleiter ernannt. Im Januar 2005 wurde das Konzept für den Neubau des Gymnasiums entwickelt, das als PPP-Projekt (Public-Private-Partnership) verwirklicht werden sollte: Ein Investor errichtet das Gebäude und die Stadt mietet es über einen längeren Zeitraum (20 bis 25 Jahre). Im Februar 2005 beschloss der Rat der Stadt Twistringen den Standort des Neubaus an der Vechtaer Straße. Im Mai 2006 wurde das Bieterverfahren zum Schulneubau entschieden.
Im September 2006 begann das Unternehmen Prien mit dem Bau des neuen Gymnasiums. Im Januar 2007 waren die Rohbauten für die drei Jahrgangshäuser erstellt. Im Juli desselben Jahres fand der Abschied vom Schulzentrum statt.
Am 24. August 2007 wurde das neue Schulgebäude an die Stadt Twistringen übergeben. Sechs Tage später durften die Schüler erstmals das Gymnasium betreten. Da die Schule ab dem 1. August 2008 Konkordatsschule werden sollte, wurden im Januar 2008 die entsprechenden Verträge zwischen dem Land Niedersachsen und dem Bistum Osnabrück unterzeichnet. Die Unterzeichnung war erst nach einer Änderung des Niedersächsischen Schulgesetzes (NSchG) möglich.
Im September 2009 wurde die Erweiterung des Gymnasiums Twistringen um den Sekundarbereich II (Gymnasiale Oberstufe) zum Schuljahresbeginn 2009/2010 genehmigt. Im August 2010 begannen die Arbeiten a Bauabschnitt II und III (Gymnasiale Oberstufe und Sporthalle), welche im Sommer 2011 abgeschlossen wurden.

## Katholische Trägerschaft des HvB-Gymnasiums Twistringen
Die ersten Gespräche zum Trägerwechsel wurden im Februar 2004 zwischen Vertretern der Stadt Twistringen, des Landkreises Diepholz, der katholischen Kirche sowie den Schulleitungen der Twistringer Grundschulen geführt. Dabei wurde eine vorläufige Trägerschaft des Gymnasiums Twistringen durch die Stadt festgelegt.
Im weiteren Verlauf wurde im November 2005 festgelegt, dass zum Schuljahr 2006 das Gymnasium Twistringen durch die Schulstiftung des Bistums Osnabrück getragen werden sollte. Diese neue Form der Schule war nicht unumstritten, der Vorsitzende der Gewerkschaft Erziehung und Wissenschaft, Eberhard Brandt, äußerte deutliche Kritik in einem Schreiben der GEW: „Das Land bezahlt die Lehrkräfte, der Landkreis bezahlt die Sachkosten und der Bischof von Osnabrück bestimmt das Profil der Schule.“
Da für den Trägerwechsel eine Änderung des Niedersächsischen Schulgesetzes (NSchG) notwendig war, konnte dieser zum Schuljahr 2006 nicht realisiert werden.
In der öffentlichen Sitzung des Twistringer Stadtrats am 28. März 2008 wurde die kirchliche Trägerschaft des geplanten Gymnasiums durch die Stadt Twistringen beschlossen. 2008 erklärte Bürgermeister Karl Meyer, dass es ohne eine Oberstufe keinen Trägerwechsel für das Gymnasium gäbe, weswegen auch der damalige Landtagsvizepräsident und Landtagsabgeordnete Hans-Werner Schwarz Unterstützung zusagte. Anfang Juni 2010 sollte der Landtag dem Vertrag zwischen dem Land Niedersachsen und dem Vatikan zustimmen. Die Trägerschaft des Gymnasiums Twistringen sollte dann voraussichtlich zum 1. August 2010 an das Bistum Osnabrück übergeben werden.
Am 28. Juni 2010 tauschten der apostolische Nuntius Erzbischof Jean-Claude Périsset, der Botschafter des Vatikans, und Niedersachsens damaliger Ministerpräsident Christian Wulff die Ratifizierungsurkunden zur kirchlichen Trägerschaft für das Gymnasium Twistringen aus. Anwesend waren in der Berliner Nuntiatur unter anderem Bürgermeister Karl Meyer und Dechant Monsignore Reinhard Molitor sowie viele Lehrer, Schüler und Eltern.
Zum Schuljahresbeginn am 1. August 2010 wurde die Trägerschaft des Gymnasiums von der Schulstiftung des Bistums Osnabrück übernommen, 2011 erfolgte der Namenswechsel in Hildegard-von-Bingen-Gymnasium Twistringen. Die Stadt Twistringen blieb jedoch weiterhin Grundstückseigentümerin und sicherte sich im Schulstiftungsvorstand die notwendige Einflussnahme, der Landkreis Diepholz ist ebenfalls in diesem Gremium vertreten, da er die Verantwortung für die Schülerbeförderung trägt.

## Bauliche Entwicklung

### Erste Jahre ohne Gebäude
Zunächst war das damalige Gymnasium Twistringen im Schulzentrum Twistringen untergebracht. Durch die damalige Abschaffung der Orientierungsstufe war es möglich, die ersten zwei Jahrgänge in den frei gewordenen Räumen unterzubringen. Zum Schuljahr 2006/07 reichte der Platz am Schulzentrum nicht mehr aus, für den dritten Jahrgang des Gymnasiums mussten Container als Unterrichtsräumlichkeiten aufgestellt werden. In den ersten Jahren wurden bereits Überlegungen zur Finanzierung eines Schulneubaus angestellt und im November 2004 ein Konsens mit der Kreisschulbaukasse erzielt.
Zeitweilige Überlegungen, das Twistringer Rathaus als Standort des Gymnasiums zu nutzen, wurden aufgrund zu hoher Umbaukosten und einer für den Schulbetrieb nicht ausreichenden Statik fallen gelassen. Der Rat der Stadt Twistringen beschloss, ein neues Schulgebäude auf einer Fläche an der Vechtaer Straße zu errichten. Allerdings musste der Schulneubau in mehreren Abschnitten durchgeführt werden, da zum Zeitpunkt der ersten Bauphase die Oberstufe für das Twistringer Gymnasium noch nicht genehmigt worden war.

### Konzept und Umsetzung des Neubaus

#### Bauabschnitt 1: Der Kernteil der Schule
Im ersten Abschnitt wurde der Kernteil der Schule mit drei Jahrgangshäusern, Fachräumen sowie medialen Räumen, der Bibliothek und dem Meditationsraum gebaut. Eine Besonderheit stellt hierbei das Lernatelier dar, das sein Vorbild in US-amerikanischen Colleges findet. Es ist mit einem Klassensatz Notebooks und einem interaktiven Whiteboard ausgestattet.
Im September des Jahres 2006 begann der Bau des neuen Schulgebäudes an der Vechtaer Straße. Der Bau wurde durch den Hamburger Generalunternehmer August Prien durchgeführt. Das Richtfest konnte am 23. April gefeiert werden, am 24. August wurde der erste Bauabschnitt der Stadt Twistringen übergeben. Die Kosten für den ersten Bauabschnitt betrugen 5,6 Mio. Euro, die von der Stadt Twistringen getragen werden.

#### Bauabschnitt 2: Oberstufenhaus und Sporthalle
Der zweite Bauabschnitt konnte nach der erfolgten Genehmigung der Oberstufe durchgeführt werden. Er beinhaltete das Oberstufenhaus mit Ganztagesräumen für die Sekundarstufe I und II, einen eigenen Trakt für die Fachbereiche Kunst und Musik und eine Zweifeld-Sporthalle. Zudem wurden einige Räume zur Cafeteria und zur Mensa umgebaut.
Im Sommer 2010 wurde der zweite Bauabschnitt ebenfalls im PPP-Verfahren durch August Prien umgesetzt. Das Richtfest wurde am 11. Dezember desselben Jahres gefeiert werden. Am 6. Juni 2011 wurden die neuen Räume bezogen. Die Kosten belaufen sich auf 6,4 Mio. Euro.

#### Weitere Planungen
Schon bei den ersten Planungen wurde an einen Sportplatz hinter dem Gymnasium gedacht. 2012 begannen die Planungen für einen Kunstrasenplatz, der ganzjährig bespielbar sein soll. Die geschätzten Kosten betragen 560.000 € und sollen vollständig durch Spenden finanziert werden. Der Platz soll von allen Schulen und Vereinen der Stadt genutzt werden können.

## Besuch des Bischofs
Am 9. September 2011 besuchte der Osnabrücker Bischof Franz-Josef Bode die Schule und benannte das Gymnasium nach Hildegard von Bingen. Des Weiteren weihte er den Neubau ein. Ein im Schuljahr 2006/07 geplanter Besuch des Bischofs fand aufgrund von Unklarheiten um die Trägerschaft nicht statt.

## Namensgebung
In einer Diskussion zwischen Schüler- und Elternvertretern sowie den Lehrern wurde als Namensgeberin Hildegard von Bingen vorgeschlagen. Dieser Vorschlag wurde von der Schulstiftung des Bistums Osnabrück angenommen, obwohl Niels Stensen zu Beginn (2004) der potentielle Namenspatron war. Der Name Hildegard von Bingen setzte sich gegen z. B. Johannes Prassek; Geschwister Scholl durch.
In einem Interview sagte Schulleiter Martin Lütjen: „Der Vorschlag Hildegard von Bingen kam einfach aus dem Lehrerkollegium, dabei setzten sich besonders Lehrerinnen für diesen Vorschlag ein. […] Es ist eine starke Leistung von Hildegard von Bingen gewesen, in einer von Männern dominierten Zeit ein Kloster zu gründen und zu erhalten. Dieses Durchsetzungsvermögen passt zum Profil der Schule.“

## Umweltschule
Die offizielle Auszeichnung des Hildegard-von-Bingen-Gymnasiums Twistringen fand am 6. September 2011 in der KGS Sehnde bei Hannover statt. Hierbei wurde das Gymnasium von der Internationalen Agenda 21-Schule in Niedersachsen ausgezeichnet. Als Umweltschule wird man erst ausgezeichnet, wenn man einige Kriterien erfüllt hat, z. B. dass den Schülern Umweltbewusstsein vermittelt wird und man sich für die Schonung der Umwelt einsetzt. Dies erfolgte an dieser Schule mit der Ausstattung durch Solarzellen. Des Weiteren wird am Verbrauch von Papiertüchern gespart und zusätzlich wird darauf geachtet, dass während jeder Pause die Fenster geschlossen und das Licht ausgeschaltet wird. Außerdem besitzt das Gymnasium eine Umwelt-AG, die darauf achtet, dass kein Strom oder Energie unnötig verbraucht wird, z. B. durch Verbrauchsmessungen, Bestandsaufnahmen und Einsparmaßnahmen. Zusätzlich nahm die Umwelt-AG am „Klimachecker-Wettbewerb“, bei dem sie den 2. Platz erreichten, teil. Des Weiteren recyclen sie Altpapier. Außerdem besitzt das Gymnasium ein Biotop, welches sich als Regenrückhaltebecken darstellt, mehrere Beete, eine Wiese und einen Baumlehrpfad.

## Besonderheiten

### Fächerangebot
Seit 2011 wird ab der zehnten Klasse neben Kunst und Musik auch das Unterrichtsfach Darstellendes Spiel angeboten. Ferner gibt es in den Jahrgängen fünf bis sieben für drei Jahre eine Orchesterklasse, die zwei weitere Musikstunden im Rahmen des Orchesters erhält, wobei sie das Gelernte in Aufführungen unter Beweis stellen. Trotz der konfessionellen Orientierung der Schule wird für nicht am Religionsunterricht teilnehmende Schüler das Fach Werte und Normen angeboten. Ab der sechsten Klasse hat man die Wahl zwischen den Sprachen Latein und Französisch. In der Zehnten kann man sein sprachliches Fach abwählen und das andere neu erlernen. Andere Sprachen können in Arbeitsgemeinschaften erlernt werden.

### Fahrtenkonzept und Austausch
In den verschiedenen Jahrgängen gibt es unterschiedliche Fahrten. In den fünften Klassen findet eine Kennenlernfahrt nach Vechta statt. Im achten Schuljahr fahren die einzelnen Klassen für wenige Tage in die niedersächsische Umgebung und der Jahrgang zehn unternimmt gemeinsam eine Fahrt nach Berlin, unter anderem wird auch der Reichstag besichtigt. Studienfahrten finden im Jahrgang zwölf statt. Einzelne Profile bieten dafür Fahrten ins Ausland an, wie z. B. nach Prag, Krakau, Wien etc.
Alle zwei Jahre findet ein Schüleraustausch zwischen Bonnétable, der Twistringer Partnerstadt in Frankreich, und des Gymnasiums statt. In der achten Klasse kommen die französischen Schüler des dortigen Collège für zehn Tage nach Twistringen. Ein Jahr darauf fahren die deutschen Schüler, ebenfalls für zehn Tage, nach Frankreich. Man versucht, den Kontakt stets zu halten, trotz mancher Komplikationen von französischer Seite, wie z. B. der Mangel an Deutsch lernenden Schülern. Es wird für diejenigen Schüler angeboten, welche das Fach Französisch gewählt haben, diese können es freiwillig in Anspruch nehmen. Es gibt immer etwa 15 bis 20 Schüler, die an dieser Fahrt teilnehmen.

### Ganztagsangebote
Jedes Schuljahr werden am Hildegard-von-Bingen-Gymnasium verschiedene Ganztagsangebote ermöglicht, bei denen die Schüler die Chance haben, außerschulische Projekte durchzuführen. Hierbei werden sie von Lehrkräften, wie zum Teil auch von verantwortungsbewussten Schülern durch ein sehr umfangreiches Konzept geleitet, welches auch zahlreiche AGs umfasst. Angebote wie das Soziale Seminar, DELF und das Schüler-helfen-Schüler Programm, bei dem meist die älteren Schüler den jüngeren Nachhilfe geben, sollen den Jugendlichen die Möglichkeit bieten, mit Spaß zusammenzuarbeiten und neue Erfahrungen zu sammeln.

### Wandrelief im Schulgebäude (Hildegard von Bingen)
Im Rahmen der Namensgebungsfeier schenkte Bischof Franz-Josef Bode dem Gymnasium ein Wandrelief, das in der Mitte die Namenspatronin Hildegard von Bingen mit der Ordensschwester Richardis, spätere Äbtissin eines Klosters in Bassum, zeigt. Um sie sind, kartographisch gruppiert, die vier wichtigsten Stätten der Heiligen, die mit blaugrünen Linien verbunden sind. Es beginnt unten rechts mit Bermersheim, Hildegards Geburts- und Tauf-Ort, Ort ihrer ersten Lebensjahre. Von dort führt der Weg nach links zum Disibodenberg, an dem Hildegard das benediktinische Leben kennenlernte und mit dem Mönch Volmar ihr erstes Werk: „Scivias“ schrieb. Über das obere linke Bildfeld, das den Rupertsberg zeigt, auf dem sie ihr erstes Kloster gründete und selbst aufbaute, durch das sie zur Quelle des geistlichen Lebens für viele Menschen in Europa wurde, geht es zum letzten Bildausschnitt, das die zweite Gründung von Hildegard, das Kloster Eibingen, zeigt. Es wird umkreist von den „Chören der Engel“, die das Gotteslob, die Liturgie, als Hauptaufgabe des Menschen, und besonders der Benediktiner(Innen) sowie die Zukunft der Herrlichkeit in und bei Gott singen.
Gefertigt wurde das Relief aus Keramik von Schwester Christophora. Sie lebt in der Benediktinerinnenabtei St. Hildegard in Rüdesheim. Dort hat sie bereits zahlreiche Kunstwerke in der Keramikwerkstatt gefertigt.

### Erster Abiturjahrgang
Die Syker Kreiszeitung berichtete vom 6. Juli 2012 unter dem Titel „Geldprämien an die Besten“ von der feierlichen Verabschiedung und Entlassung der 75 Abiturienten, unter denen die besten Schüler außer Auszeichnungen auch Geldbeträge aus der Karin-und-Peter-Würtz-Stiftung als Unterstützung für den Start ins Berufsleben bekamen.

### Förderverein
Der Förderverein der Schule wurde am 13. Juni 2004 gegründet. Er hat schon zahlreiche Projekte gefördert, wie z. B. die Anschaffung für die Schulbücherei, das Solarfox Solar-Display für die Bürgersolaranlage, Anschaffung von Sportgeräten und Musikinstrumenten.

### Akademietage
Die Akademietage sind ein fächerübergreifendes Projekt, in dem die Abiturienten die Möglichkeit erhalten, intensiv und akademisch eine Thematik zu erörtern, die verschiedene Fachaspekte beinhaltet.
1. Akademietag (2. April 2008): Reinhold Beckmann, der langjährige ARD-Talkmaster und -Reporter, der gebürtig aus Twistringen stammt, besuchte das Gymnasium Twistringen, um mit den gesamten Forum zu diskutieren. Im Mittelpunkt stand das Thema „Unsere Verantwortung für die junge Generation in Familie, Freizeit und Gesellschaft“.
2. Akademietag (7. Mai 2009), Thema: „Europapolitik in der Sackgasse? – Das Ringen um eine europäische Verfassung“ Kurt Gehardt, u. a. WDR-Korrespondent in Brüssel, war zu Besuch in Twistringen, um über Europa zu reden. Im Mittelpunkt stand „Das Werden Europas“.
3. Akademietag (18. Mai 2010): Im Mittelpunkt des 3. Akademietags stand der Klimawandel. Unter dem Namen „Der Atem des Caesars“ gingen die Schüler dem Fragen des Klimawandels und wie man diesen am Nordpol erforschen kann, nach. Im Laufe des Tages konnte auch mit dem Bremerhavener Professor Boris Koch diskutiert werden, der schon lange Nachforschungen auf diesem Gebiet anstellt.

## Schulleiter
Von 2004 bis heute (2021) standen an der Spitze des Twistringer Gymnasiums diese Schulleiter:
- Martin Lütjen: 2004 bis 2007 (kommissarisch), 2007 bis 2015 (hauptamtlich als Oberstudiendirektor)[30][31]
- Peter Schwarze (hauptamtlich): seit 2015[32]

### Selbstdarstellungen des Gymnasiums
- [AutorInnenkollektiv:] Hildegard-von-Bingen-Gymnasium Twistringen. 2004....2014. Festschrift zum zehnjährigen Bestehen. Jahrbuch 2013/2014.[33]
- [AutorInnenkollektiv:] Jahrbuch 2014/2015.[34]
- [AutorInnenkollektiv:] Jahrbuch 2015/2016.[35]
- [AutorInnenkollektiv:] Jahrbuch 2016/2017.[36]
- [AutorInnenkollektiv:] Jahrbuch 2017/2018.[37]
- [AutorInnenkollektiv:] Jahrbuch 2018/2019.[38]
- [AutorInnenkollektiv:] Jahrbuch 2019/2020.[39]